# Louis Rennert
Louis Max Bernhard Rennert (* 18. Januar 1880 in Lauchröden; † 8. Oktober 1944 in Sonneberg) war ein deutscher Politiker (SPD). Er war Landtagsabgeordneter im Freistaat Sachsen-Meiningen sowie dem Land Thüringen und Kommunalpolitiker.

## Leben
Rennert wurde als Sohn eines Tünchers geboren. Nach dem Besuch der Volksschule machte er eine Maurerlehre und arbeitete anschließend bis 1907 als Geselle. Er war ab 1905 Funktionär des Maurerverbandes in Eisenach, von 1907 bis 1914 Gewerkschaftsbeamter im Zentralverband der Maurer in Straßburg und von 1914 bis 1915 im Deutschen Bauarbeiterverband in Meiningen tätig. Er wurde Mitglied der SPD. In den Jahren von 1915 bis 1919 leistete er Kriegsdienst im Ersten Weltkrieg, zuletzt als Unteroffizier.
Nach dem Krieg arbeitete er von März bis Dezember 1919 als Redakteur bei der „Werra-Wacht Meiningen“. In den Jahren 1919 und 1920 war er Mitglied des Volksrates bevor er nach der Gründung des Landes Thüringen zwischen 1920 und 1932 Mitglied des Thüringer Landtages wurde. Von 1919 bis 1923 war er Mitglied des Meininger Landtages (ab 1920 Gebietsvertretung). Im Jahr 1921 und 1922 war er SPD-Parteisekretär in Meiningen und beamteter Staatsrat in der Gebietsregierung Meiningen. Weiterhin übte er von 1921 bis 1923 die Funktion als ehrenamtlicher Staatsrat für Meiningen in der Thüringischen Staatsregierung aus.
Vom 1. Oktober 1922 bis zum 31. Mai 1924 fungierte Rennert als Kreisdirektor (Landrat) in Meiningen bis zur Amtsenthebung im Rahmen der Reichsexekution gegen Thüringen. Vom 1. Januar 1931 bis zum 24. März 1933 war er Bürgermeister in Rauenstein. Nach der Machtübernahme der Nationalsozialisten wurde er arbeitslos und fand ab 1935 eine Arbeit als Vertreter für Nähmaschinen und Leiter einer Verkaufsstelle der Konsumgenossenschaft in Grümpen, die er bis 1940 ausübte. Im Februar 1941 wurde er Zentrallagerhalter der Verbrauchergenossenschaft in Sonneberg. Im Herbst 1944 wurde er im Rahmen der „Aktion Gitter“ verhaftet und kurzzeitig im KZ Buchenwald festgehalten. Unmittelbar nach der Entlassung starb er an Herzversagen.

## Nachlass
Sein schriftlicher Nachlass befindet sich seit 2018 im Staatsarchiv Meiningen.